# Yamaha XSR 900
La Yamaha XSR 900 è una motocicletta di stile neo-retro, prodotta dalla casa motociclistica giapponese Yamaha Motor, derivata dalla MT-09 e lanciato nel mercato internazionale nel 2016.

## Progetto

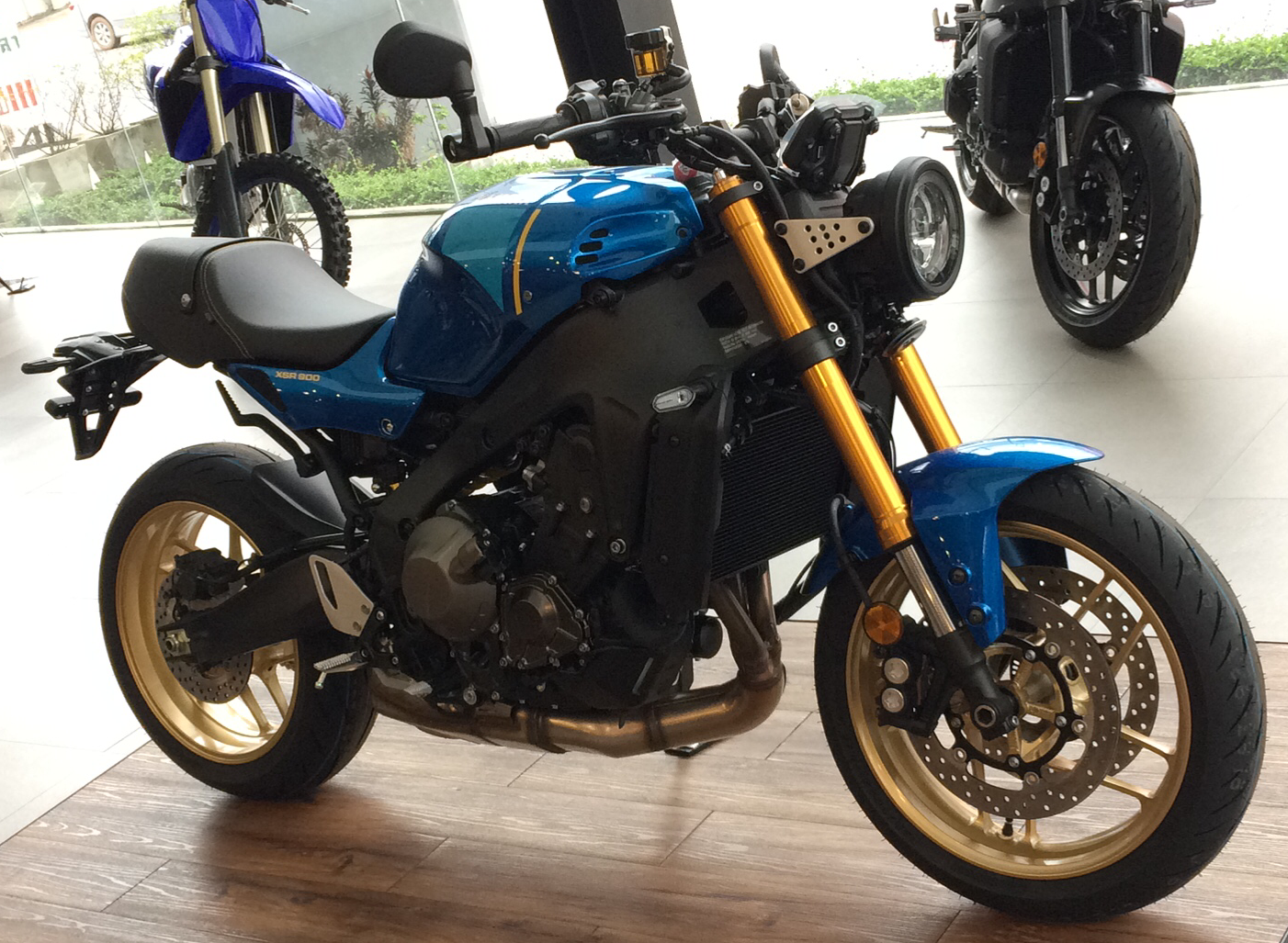
XSR 900 2022

Nel 2015 Yamaha decide di lanciare sul mercato un nuova gamma di motoveicoli in stile Sport Heritage denominato "Faster Sons": il progetto viene affidato a Shinja Kimura e al design californiano Roland Sands che combinano le linee nostalgiche dei modelli Yamaha degli anni '70 con le basi meccaniche ed elettroniche delle moderne MT. Il primo modello ad essere lanciato è stata la XSR 700, seguita ad un anno di distanza dalla 900. Questa nuova gamma, inizialmente pensato esclusivamente per l'Europa è stata in seguito ampliata a tutto il mondo grazie al successo della linea e ad un prezzo concorrenziale derivato dall'aver abbattuto i prezzi di produzione condividendo molte delle parti meccaniche con le linee di produzioni già attive di MT e Tracer.

## Descrizione
Il motore in linea a tre cilindri 4 tempi raffreddato a liquido CP3 viene dalla MT-09 con una cilindrata di 847 cm³ e una potenza massima di 115 CV (85 kW) a 9500 giri omologato Euro 4. Anche il telaio a diamante pressofuso in alluminio deriva dalla sorella, cosa che insieme al forcellone asimmetrico le conferisce leggerezza e compattezza. Il modello è fornito di ABS, controllo di trazione, frizione anti slittamento e 3 riding-mode di serie.
A novembre 2021 Yamaha presenta il nuovo aggiornamento Euro 5: estetica ridisegnata, telaio d'alluminio, motore tre cilindri potenziato ed elettronica derivati dall'ultima MT-09.